# Nithiwat Tharathorn
Nithiwat Tharatorn (tailandès นิธิวัฒน์ ธราธร) és un director de cinema tailandès. Va fer el seu debut com a director al costat de cinc directors més a la comèdia romàntica infantil de 2003 Fan Chan (2003) i el seu debut en solitari amb la comèdia romàntica Phror arkad plian plang boi  el 2006 i una pel·lícula de drama romàntic Teacher's Diary el 2014, que fou candidata a l'Oscar a la millor pel·lícula de parla no anglesa.

## Filmografia seleccionada
- Fan Chan (2003)
- Phror arkad plian plang boi (2006)
- Nee Dtaam Galileo (2009)
- Khid thueng withaya (2014)
- Phon Chak Fa (segment: "Still on My Mind") (2016)